# Munshiganj S.
Munshiganj S. är ett underdistrikt i Bangladesh. Det ligger i den centrala delen av landet, 27 km sydost om huvudstaden Dhaka.
Trakten runt Munshiganj S. består till största delen av jordbruksmark. Runt Munshiganj S. är det mycket tätbefolkat, med 1 411 invånare per kvadratkilometer.